# Politico
Politico (Politico LLC, wcześniej The Politico) – amerykańskie przedsiębiorstwo mediowe (publicystyka polityczna) z siedzibą w hrabstwie Arlington, w Wirginii, w Stanach Zjednoczonych, którego działalność obejmuje krajową i zagraniczną politykę. Dystrybuuje treści za pośrednictwem strony internetowej, telewizji, publikacji drukowanych, radia oraz podcastów. Jego aktywność w Waszyngtonie dotyczy m.in. Kongresu, lobbingu, amerykańskich mediów i urzędu prezydenta.
W 2015 roku przedsiębiorstwo rozpoczęło działalność w Europie jako spółka joint venture pomiędzy Politico LLC (z siedzibą w USA) a niemieckim koncernem wydawniczym Axel Springer. Główny oddział „Politico” Europe zlokalizowany jest w Brukseli, a dodatkowe biura znajdują się w Londynie, Berlinie, Paryżu, Rzymie i Warszawie.

## Historia
John F. Harris i Jim VandeHei opuścili redakcję dziennika „The Washington Post” i, dzięki finansowemu wsparciu przez Roberta L. Allbrittona, w styczniu 2007 roku założyli „Politico”. Powstanie tej organizacji medialnej miało miejsce, gdy w Stanach Zjednoczonych doszło do politycznych i mediowych przeobrażeń. Pierwszy z nich został redaktorem naczelnym (editor-in-chief), a drugi redaktorem prowadzącym (executive editor). Ich pierwszym współpracownikiem był Mike Allen, który wcześniej był korespondentem dziennika „The Washington Post” w Białym Domu. Frederick J. Ryan Jr. do 2014 roku zasiadał na stanowiskach prezesa i dyrektora generalnego przedsiębiorstwa. Kolejnym członkiem redakcyjnego zespołu założycielskiego był Martin Tolchin.
Od samego początku dziennikarze „Politico”, śledząc kampanie polityczne, korzystali z kamer wideo. W 2008 roku strona internetowa serwisu informacyjnego odwiedzana była miesięcznie przez ponad 3 miliony unikatowych użytkowników.
We wrześniu 2008 roku „The New York Times” poinformował, że po wyborach prezydenckich „Politico” miało rozszerzyć swoją działalność – zatrudnić kolejnych reporterów, redaktorów, inżynierów sieciowych, a także innych pracowników. W planach przedsiębiorstwa było też zwiększenie nakładu waszyngtońskiej edycji gazety. Od 2008 roku do stycznia 2011 roku kadra pracownicza „Politico” zwiększyła się blisko trzykrotnie. Jednymi z ważniejszych osób, które w tym okresie dołączyły do składu redakcyjnego byli komentatorzy polityczni, Michael Kinsley i Joe Scarborough.
W 2011 roku stronę internetową „Politico” miesięcznie odwiedzały ponad 4 miliony unikalnych użytkowników, co czyniło ją jedną z najpopularniejszych gazet internetowych w Stanach Zjednoczonych.
W czerwcu 2013 roku zatrudniona została Susan Glasser, która wcześniej pracowała dla „The Washington Post”. Miał być jej przydzielony nadzór nad dwoma nowymi obszarami: „opiniami wybitnych głosów z zewnątrz” i „dłuższymi opowiadaniami”. We wrześniu 2014 roku, po rezygnacji Richarda Berke ze stanowiska redaktora prowadzącego „Politico”, funkcję tę objęła Glasser. Jej drugim zadaniem, które jej przydzielono, było czynne uczestnictwo w budowie strategii firmy, która wówczas rozszerzała swoją działalność na całe Stany Zjednoczone, a także wkraczała na kontynent europejski.

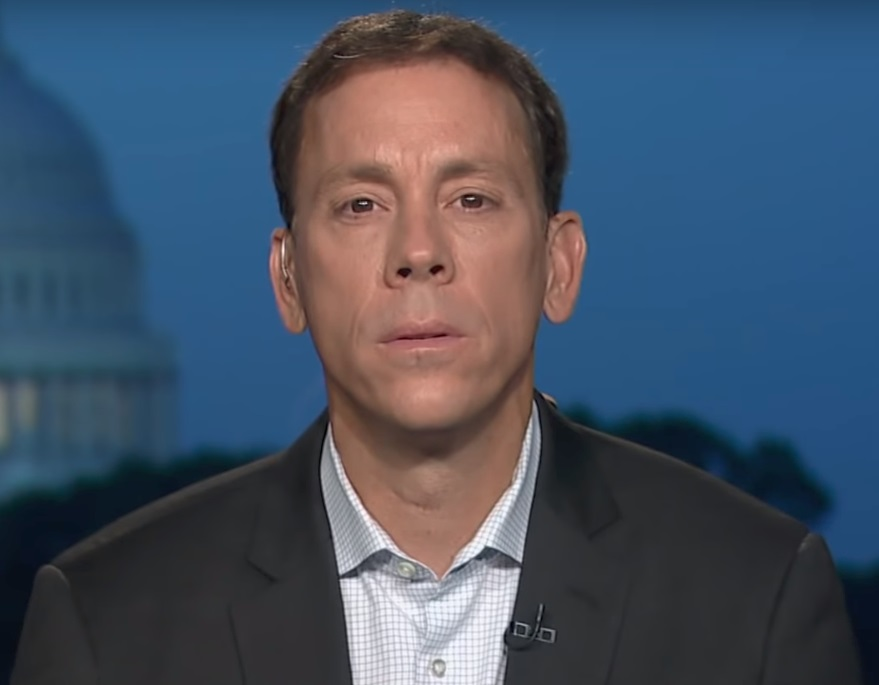
VandeHei w programie stacji MSNBC, Morning Joe (2018)

W październiku 2013 roku Jim VandeHei, współzałożyciel „Politico”, został mianowany nowym dyrektorem generalnym (CEO) przedsiębiorstwa. Zastąpił on Freda Ryana, który piastował to stanowisko od momentu założenia firmy. Pod kierownictwem VandeHeia „Politico”, w aspekcie finansowym, kontynuowało tendencję rosnącą: w 2014 roku przedsiębiorstwo zwiększyło przychody o 25%. W styczniu 2016 roku liczba pracowników na świecie wynosiła blisko 500 osób.
Na początku 2016 roku, po doniesieniach dotyczących napięć w redakcji w poprzedzających tygodniach, VandeHei i Allen (a także trzej inni członkowie kierownictwa) ogłosili, że po zbliżających się wyborach prezydenckich odejdą z „Politico”. W trakcie kadencji Glasser dziesiątki pracowników opuściło firmę, aby dołączyć do innych ośrodków prasowych. Z kolei VandeHei starł się z wydawcą, Allbrittonem, w sprawie kwestii budżetowych oraz działań ekspansyjnych. Kiedy organizacja zaangażowała się bardziej intensywnie w rozszerzenie działalności na Europę założyciele, w tym Harris, postanowili odsunąć się na dalszy plan. Na stanowisku dyrektora generalnego, po odejściu VandeHeia, przez blisko rok zasiadał Allbritton. 8 maja 2017 roku funkcję tę objął menedżer bankowy, Patrick Steel.